# Allognosta obscuriventris
Allognosta obscuriventris is een vliegensoort uit de familie van de Stratiomyidae. De wetenschappelijke naam van de soort is voor het eerst geldig gepubliceerd in 1863 door Loew.